# Paradossenus corumba
Espèce
Paradossenus corumba est une espèce d'araignées aranéomorphes de la famille des Trechaleidae.

## Distribution
Cette espèce se rencontre au Paraguay et au Brésil au Mato Grosso do Sul,.

## Description
Le mâle holotype mesure 2,65 mm et la femelle paratype 2,30 mm.
La carapace du mâle décrit par Carico et Silva en 2010 mesure 2,2 mm de long sur 1,8 mm de large et celle de la femelle mesure 2,3 mm de long sur 2,1 mm de large.

## Étymologie
Son nom d'espèce lui a été donné en référence au lieu de sa découverte, Corumbá.

## Publication originale
- Brescovit, Raizer & Amaral, 2000 : Descriptions and notes on the genus Paradossenus in the Neotropical region (Araneae, Trechaleidae). Journal of Arachnology, vol. 28, p. 7-15 (texte intégral).